# 150-es busz (Budapest)
A budapesti 150-es jelzésű autóbusz az Újbuda-központ metróállomás és a Budatétény vasútállomás (Campona) között közlekedik. A járműveket a BKK szolgáltatója, az ArrivaBus állítja ki.
Munkanapokon reggelente a Budatétény felé, délutánonként Újbuda felé a 150B busz közlekedik helyette, ami betér a Lomnici utcához is.

## Története
150-es jelzéssel 1989. május 1-jén  indult új járat a Savoyai Jenő tér az Arany János úti lakótelep között. A Savoyai Jenő téri végállomás 1999 januárjában a Törley térhez került. 2008. szeptember 6-án ez a viszonylat a 250A jelzést kapta, 150-es jelzéssel pedig új járat indult a Budatétény vasútállomás (Campona) és a Kosztolányi Dezső tér között, a korábbi 41-es és 50-es buszok helyett. 2009. augusztus 22-én a végállomását áthelyezték a Fehérvári úti megállóhoz, segítve az átszállást a nagykörúti villamosokra.
Az önálló szakaszain csekély a kihasználtsága. A 2014. március 31-én beindított 101E jelzésű gyorsjárat óta a járatsűrűsége kismértékben ritkult.
2023 áprilisától a Lomnici utcai fordulót nem érinti, ide csak a munkanapi csúcsidőszakokban közlekedő, 150B jelzéssel ellátott indulások térnek be. A 150B busz csak a munkanapi csúcsidőszakokban közlekedik, reggelente kizárólag Budatétény, délután pedig Kelenföld irányába. Ellentétes irányban, illetve egyéb időszakokban a 150-es jár helyette.

## Útvonala
| Budatétény vasútállomás (Campona) felé |
| Újbuda-központ M vá. – Bocskai út – Nagyszőlős utca – Budaörsi út – Menyecske utca – Neszmélyi út – Zelk Zoltán út – Kelenföld vasútállomás – Zelk Zoltán út – Péterhegyi út – Egér út – Péterhegyi út – Horogszegi határsor – Tordai út – Tegzes utca – Kapisztrán utca – Pattantyús utca – Tanító utca – Balatoni út – Memento Park – Szabadkai utca – Csiperke utca – Klauzál Gábor utca – Bíbic utca – Terv utca – Bajcsy-Zsilinszky utca – Jókai Mór utca – Nagytétényi út – Budatétény vasútállomás (Campona) vá.                                              |
| Újbuda-központ metróállomás felé |
| Budatétény vasútállomás (Campona) vá. – Nagytétényi út – Jókai Mór utca – Bajcsy-Zsilinszky utca – Terv utca – Bíbic utca – Klauzál Gábor utca – Csiperke utca – Szabadkai utca – Memento Park – Balatoni út – Tanító utca – Pattantyús utca – Kapisztrán utca – Tegzes utca – Tordai út – Horogszegi határsor – Péterhegyi út – Egér út – Péterhegyi út – Zelk Zoltán út – Kelenföld vasútállomás – Zelk Zoltán út – Neszmélyi út – Menyecske utca – Balatoni út – Budaörsi út – Nagyszőlős utca – Bocskai út – Október huszonharmadika utca – Újbuda-központ M vá. |

## Megállóhelyei
Az átszállási kapcsolatok között az azonos útvonalon, de a Lomnici utcai fordulóhoz is betérő 150B busz nincs feltüntetve.
| 0  | Újbuda-központ M végállomás                  | 42 | 4, 17, 41, 47, 48, 56 33, 53, 58, 153, 154, 212, 212A, 212B 1172, 1173, 1174, 1175, 1176, 1177, 1183, 1184, 1185, 1188, 1189, 1190, 1193, 1194, 1201, 1205, 1212, 1215, 1216, 1229, 1251, 1253, 1254, 1257, 1268 |
| 0  | Újbuda-központ M                             | 40 | 4, 17, 41, 47, 48, 56 33, 53, 58, 153, 154, 212, 212A, 212B 1172, 1173, 1174, 1175, 1176, 1177, 1183, 1184, 1185, 1188, 1189, 1190, 1193, 1194, 1201, 1205, 1212, 1215, 1216, 1229, 1251, 1253, 1254, 1257, 1268 |
| 3  | Kosztolányi Dezső tér                        | 38 | 19, 49 7, 53, 58, 114, 153, 154, 212, 212A, 212B, 213, 214, 240 |
| 4  | Vincellér utca                               | 36 | 53, 154, 212, 212A, 212B |
| 5  | Hollókő utca                                 | 35 | 53, 154 |
| 6  | Ajnácskő utca                                | 34 | 53, 154 |
| 7  | Dayka Gábor utca                             | 32 | 53, 108E, 139, 140, 140A, 154 |
| 9  | Sasadi út                                    | 31 | 8E, 40, 40B, 40E, 53, 87, 87A, 88, 88A, 108E, 139, 140, 140A, 153, 154, 172, 173, 187, 188, 188E, 240, 272 731, 764 1172, 1173, 1174, 1175, 1176, 1177, 1183, 1184, 1185, 1188, 1189, 1190, 1193, 1194, 1201, 1205, 1212, 1215, 1216, 1229, 1251, 1253, 1254, 1257, 1268 |
| 12 | Kérő utca                                    | 29 | 153 |
| 13 | Menyecske utca                               | 28 | 153 |
| 14 | Zelk Zoltán út / Neszmélyi út                | 27 | 153, 154 |
| 15 | Zelk Zoltán út (Menyecske utca)              | 26 | 153, 154, 250, 250B, 251, 251A |
| 17 | Kelenföld vasútállomás M                     | 24 | 1, 19, 49 8E, 40, 40B, 40E, 53, 58, 87, 87A, 88, 88A, 101B, 101E, 108E, 141, 153, 154, 172, 173, 187, 188, 188E, 250, 250B, 251, 251A, 251E, 272 689, 691, 710, 712, 715, 720, 722, 724, 725, 727, 731, 732, 734, 735, 736, 760, 762, 763, 764, 767, 770, 774, 775, 778, 779, 798, 799 S10 G10 S12 S30 G30 Z30 S34 S35 S36 S40 G40 Z40 S42 Z42 G43 G44 IC, EC, EN, sebesvonat, gyorsvonat, expresszvonat, |
| 17 | Zelk Zoltán út (Menyecske utca)              | 23 | 153, 154, 250, 250B, 251, 251A |
| 18 | Igmándi utca                                 | 22 | 153, 250, 250B, 251, 251A |
| 19 | Őrmezei út                                   | 22 | 153, 250, 250B, 251, 251A |
| 21 | Bolygó utca                                  | 19 | 153, 250, 250B, 251, 251A |
| 22 | Olajfa utca                                  | 18 | 250, 250B, 251, 251A, 251E |
| 23 | Kápolna út                                   | 18 | 250, 250B, 251, 251A |
| 23 | Kelenvölgy-Péterhegy                         | 17 | 41 250, 250B, 251, 251A, 251E |
| 25 | Tordai út                                    | 16 | 250, 250B, 251, 251A |
| 26 | Szabina út                                   | 15 | 250, 250B, 251, 251A, 251E |
| 27 | Tanító utca                                  | 14 | |
| 28 | Balatoni út / Háros utca                     | 13 | 58, 141, 158 |
| 29 | Budatétény, benzinkút                        | 12 | 101B, 101E 710, 712, 720, 722 |
| 30 | Memento Park                                 | 11 | 101B, 101E 710, 712, 720, 722 |
| 31 | Brassói utca                                 | 10 | 101B, 101E |
| 32 | Aradi utca                                   | 9  | 101B, 101E |
| 33 | Nyél utca                                    | 8  | 101B, 101E |
| 33 | Bíbic utca                                   | 7  | 101B, 101E |
| 34 | Park utca                                    | 7  | |
| 35 | Aszály utca                                  | 6  | |
| 35 | Őszibarack utca                              | 5  | |
| 36 | Rizling utca (Sportpálya)                    | 4  | |
| 37 | Tűztorony                                    | 4  | |
| 38 | Jókai Mór utca                               | 3  | 33, 114, 133E, 138, 213, 214 |
| 39 | Lépcsős utca                                 | 1  | 33, 114, 133E, 138, 213, 214 705 1120 |
| 41 | Budatétény vasútállomás (Campona) végállomás | 0  | 13, 13A, 88, 101E, 113, 113A, 138, 287 700 S40 S42 G43 G44 |